# Provincia de Oriente (Ecuador)
Oriente fue una antigua provincia ecuatoriana creada en 1861 y disuelta en 1920.  La Primera Ley sobre División Territorial del  28 de mayo de 1861 creó esta división administrativa al distribuir el país en quince provincias. Oriente abarcó de iure la mayoría de las actuales provincias de la amazonía ecuatoriana además de los actuales departamentos de Putumayo y Amazonas en Colombia, el departamento de Loreto en el Perú y una porción del estado brasileño de Amazonas. 
La gran provincia de Oriente fue creada durante el primer gobierno de Gabriel García Moreno bajo un carácter de Distrito Especial con capital en Archidona. La provincia consistía de dos cantones, el cantón Napo cuya capital era Archidona y el cantón Canelos cuya capital era Canelos. Oriente fue disuelta el 15 de diciembre de 1920 en las provincias Napo Pastaza y Santiago Zamora por el gobierno que presidió el José Luis Tamayo.

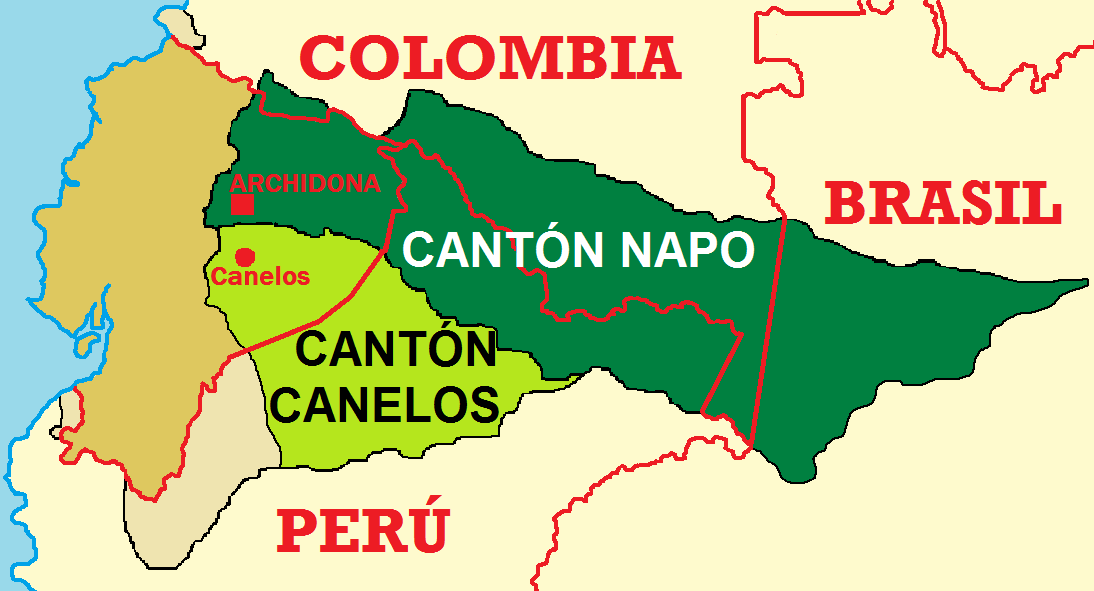
Oriente en 1861
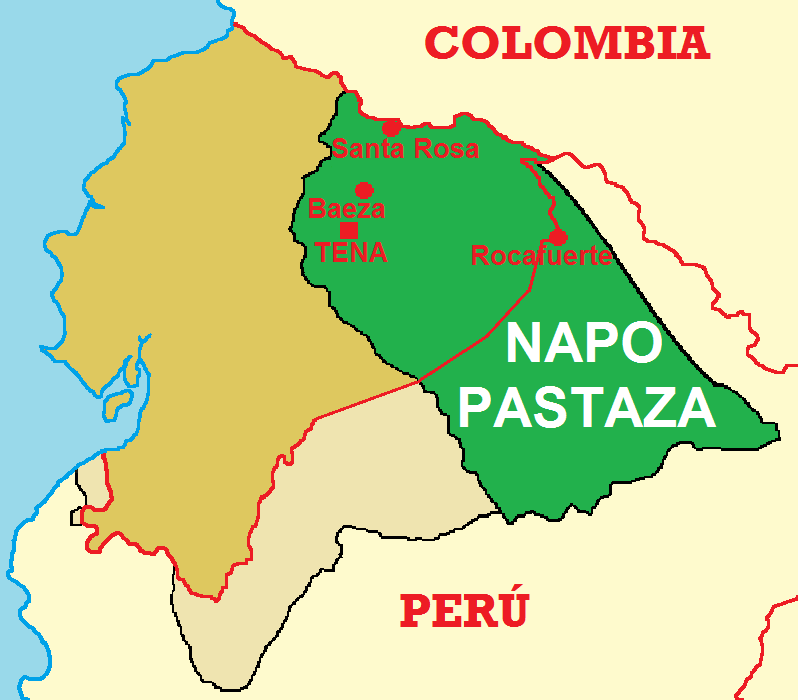
Napo - Pastaza en 1920